# 윌리 가슨
윌리 가슨(Willie Garson, 1964년 2월 20일~2021년 9월 21일)은 미국의 배우이다.

## 출연 작품
- 사랑의 블랙홀 - 케니 역
- 워크 투 베가스
- 아웃 콜드